# Šibenice (dělostřelecká tvrz)
Dělostřelecká tvrz Šibenice (též Galgenberg) je tvrz, která byla plánována v důsledku zvolení Adolfa Hitlera kancléřem v Německu. Patřila mezi páteř obrany československého opevnění na severní hranici Československa. Stavba tvrze byla plánována do prostoru kóty 376 U šibenice mezi obcemi Sádek a Milostovice, západně od Opavy. Velikost osádky se plánovala na cca 615 vojáků. Stavba tvrze byla zadána firmě Lanna, akciová společnost stavební, která započala se stavbou 30. dubna 1938. Zadávací částka činila 49 779 717,30 Kč.
Tvrz tvořily tři pěchotní sruby (OP-S 30-32), dělostřelecká otočná věž (OP-S 33), minometná věž (OP-S 33a), dva dělostřelecké sruby (OP-S 34 a 35) a vchodový objekt (OP-S 35a). Projekt minometné věže ještě v době realizace tvrze nebyl zpracován, a tak se počítalo s dodatečným zadáním. Co se týče rozsahu, byla Šibenice nejrozsáhlejší tvrzí vůbec. Délka jejího podzemí činí asi 2800 m bez započítané 420 m dlouhé odvodňovací štoly.
DT Šibenice byla rozestavěna, avšak v důsledku ohrožení nacistickým Německem byla v rozestavěné fázi účelově zasypána tak, aby nebyl nalezen vstup – vchod do tvrze.[zdroj?] V podzemní části jsou údajně velmi dlouhé spojovací chodby jako únikové cesty, tak spojovací a zásobovací. Chodby mají mít délku asi 2,5 km.
V místě dělostřelecké věže OP-S 33 byla v letech 2018–2019 postavena rozhledna Šibenice, připomínající bunkr a architektonicky odkazující na okolní fortifikační stavby i samotnou nedokončenou tvrz.

## Úkoly tvrze
Tvrz měla podporovat houfnicemi izolované pěchotní sruby od Opavy až po pěchotní srub OP-S 50 u obce Sosnová. Dělostřelecká otočná věž mohla svými zbraněmi ostřelovat německá města a městečka Pilszcz, Branice, Uciechowice a další. Nalevo od tvrze se měla palba překrývat se zrušenou tvrzí Milotický vrch, která byla nahrazena dvěma izolovanými dělostřeleckými sruby.